# 1434 Margot
1434 Margot è un asteroide della fascia principale del diametro medio di circa 29,65 km. Scoperto nel 1936, presenta un'orbita caratterizzata da un semiasse maggiore pari a 3,0192935 UA e da un'eccentricità di 0,0610417, inclinata di 10,81283° rispetto all'eclittica.
L'asteroide è dedicato a Gertrud Margot Görsdorf, amica dell'astronomo tedesco Wilhelm Gliese.